# James Darmesteter

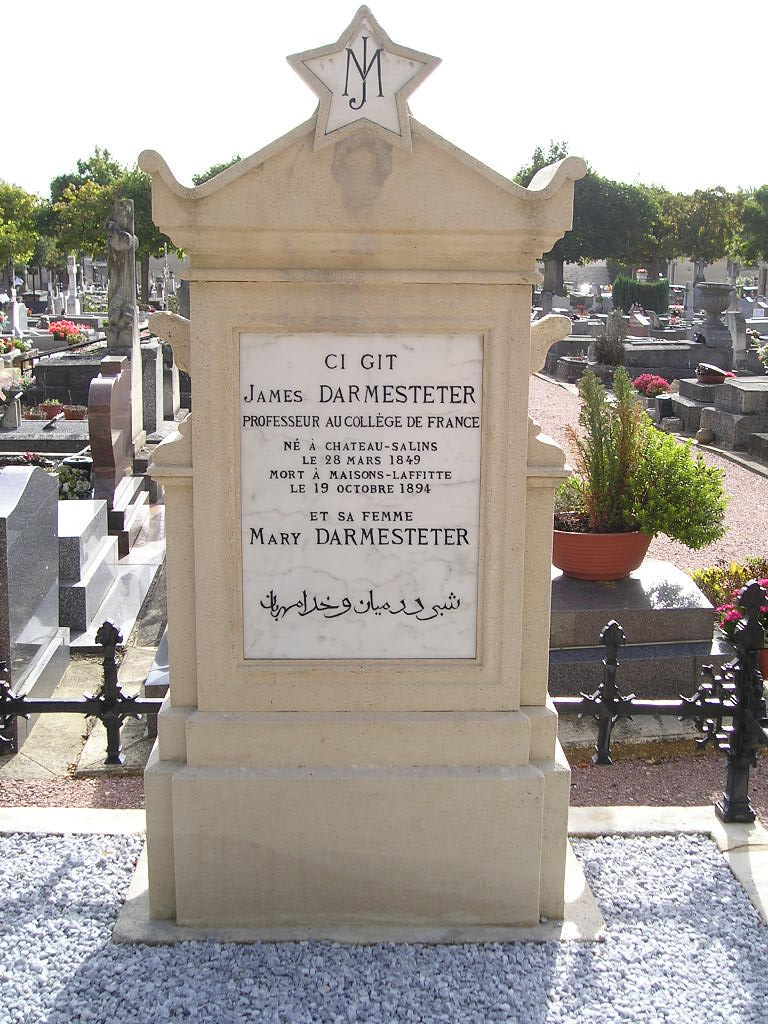
James Darmesteter sírja Maisons-Lafitte-ben

James Darmesteter (Château-Salins, 1849. március 28. – Maisons-Laffitte, 1894. október 19.) francia tudós, orientalista, neve az zoroasztrizmus szent könyve, az Aveszta fordítójaként vált ismertté.

## Pályafutása
Vallásos zsidó családban született. A család nevét származási helyéről, Darmstadtról kapta. Felsőfokú tanulmányait Párizsban végezte, ahol Michel Bréal és Abel Bergaine irányítása alatt a keleti tanulmányoknak szenteli életét. Korának és tudományterületének ismert intellektusa volt. 1875-ben jelent meg első tanulmánya az Avesztáról, majd 1877-ben a perzsa nyelv tanára lett a párizsi École des Hautes Études-ben. Az 1870-es évek végén F. Max Müller felkérte, hogy készítse el az Aveszta, a mazdeusok szent könyvének angol nyelvű fordítását. A Darmesteter fordította 1. és 2. kötet 1880-ban jelent meg az ötven kötetet számláló  Sacred Books of the East sorozatban, a 3. kötet 1887-ben lát napvilágot L. H. Mills fordításában.
1883-ban jelennek meg Études iraniennes és Essais orientaux című művei, majd jó tíz év múlva napvilágot lát francia nyelvű Aveszta fordítása saját történeti-filológiai jegyzeteivel a Musée Guimet kiadásában (Zend Avesta, 3 volumes, 1892-1893).
1885-ben kinevezik a Collège de France tanárának, majd egy év múlva Indiába küldik azzal a feladattal, hogy gyűjtsön afgán népdalokat. Missziójának eredményeként 1888-ban megjelenik Chants populaires des Afghans című könyve, melyben az afgán nyelvről és irodalomról értekezik. Benyomásait Anglia India felett gyakorolt uralmáról Lettres sur l’Inde (1888) című művében teszi közzé. Anglia, az angol irodalom és kultúra felé mindig érdeklődéssel fordult. Indiai tartózkodása során kerül kezébe a tehetséges, de kevéssé ismert angol költő-irodalmár Agnes Mary Frances Robinson egyik verseskötete, aminek elkészíti francia nyelvű fordítását. A kötet 1888-ban jelenik meg Poésies címmel, s nemsokára Darmesteter és Robinson házassága követi. Két évvel Darmesteter halála után, özvegye gondozásában megjelenik Nouvelles études anglaises című esszékötete (1896), melyben az angol irodalom nagyságaival foglalkozik, Wordsworth-szel, Shakespeare-rel, Robert Browninggal. Robinson rendezi kiadás alá és látja el előszóval Critique et politique (1895) című művét.
Az 1880-as évek végétől haláláig számos, a keleti filozófiával és vallással foglalkozó műve jelent meg, többek között Le Mahdi depuis les origines de l’Islam jusqu’à nos jours (1885), Les origines de la poésie persane (1888), Prophètes d’Israel (1892). 1883-tól megbízzák a Société Asiatique éves jelentéseinek készítésével. Élete utolsó éveiben részt vett a Revue de Paris című folyóirat szerkesztésében. 1894 októberében hirtelen megbetegszik s rövid betegség után meghal a Párizs melletti Maisons-Laffitte-ben.
Bátyja, Arsène Darmesteter, ismert filológus, nyelvész volt.

## Fordítás
- Ez a szócikk részben vagy egészben  a   James Darmesteter című angol Wikipédia-szócikk fordításán alapul.  Az eredeti cikk szerkesztőit annak laptörténete sorolja fel. Ez a jelzés csupán a megfogalmazás eredetét és a szerzői jogokat jelzi, nem szolgál a cikkben szereplő információk forrásmegjelöléseként.